# Långtjärnen (Stuguns socken, Jämtland, 699969-149382)
Långtjärnen är en sjö i Ragunda kommun i Jämtland och ingår i Indalsälvens huvudavrinningsområde. Sjön har en area på 0,143 kvadratkilometer och ligger 317,3 meter över havet. Sjön avvattnas av vattendraget Sittsjöbäcken.

## Delavrinningsområde
Långtjärnen ingår i det delavrinningsområde (699809-149315) som SMHI kallar för Utloppet av Långtjärnen. Medelhöjden är 379 meter över havet och ytan är 5,42 kvadratkilometer. Räknas de 2 avrinningsområdena uppströms in blir den ackumulerade arean 22,08 kvadratkilometer. Sittsjöbäcken som avvattnar avrinningsområdet har biflödesordning 3, vilket innebär att vattnet flödar genom totalt 3 vattendrag innan det når havet efter 156 kilometer. Avrinningsområdet består mestadels av skog (90 procent). Avrinningsområdet har 0,14 kvadratkilometer vattenytor vilket ger det en sjöprocent på 2,6 procent.